# اتل متل توتوله (فیلم ۱۳۵۱)
اتل متل توتوله فیلمی به کارگردانی ایرج قادری، نویسندگی تقی سلحشور و تهیه‌کنندگی گریوم هایراپتیان ساخته سال ۱۳۵۱ است.

## خلاصه فیلم
ننه زری (ژاله علو) پیرزن فقیری است که در محله تار می‌زند و اموراتش را به سختی می‌گذارند. همسرش سال‌ها پیش او و فرزندش را از خود رانده‌است. ننه زری بچه اش را گم کرده و سال‌ها بعد متوجه شده‌است که فرزندش حسنی (ایرج قادری) را پهلوان محله (جمشید مشایخی) یافته و بزرگ کرده‌است. حسنی جوان خل وضعی است که خاطرخواه ملیحه (مه ناز) است. مصطفی (محمدرضا فاضلی) نیز که با همسرش آسیه (سهیلا) و فرزندش زندگی می‌کند به ملیحه علاقه دارد. ملیحه که حسنی را سد راه خود می‌بیند شایع می‌کند که پهلوان خواستار او است. پهلوان نیز مصطفی را قانع می‌کند که ملیحه را فراموش کند. حسنی با ساتور قصابی قصد دارد پهلوان را از پا درآورد، اما در آخرین لحظه پشیمان می‌شود و خود را از پشت بام مسجد به صحن می‌اندازد و در آغوش پهلوان جان می‌دهد.

## بازیگران
- ایرج قادری در نقش حسنی
- مهناز
- محمدرضا فاضلی در نقش مصطفی
- جمشید مشایخی در نقش پهلوان محله
- بهمن مفید
- ژاله علو در نقش ننه زری
- فرنگیس فروهر
- ثریا بکیاسا
- شبنم
- چنگیز
- زارعی
- آزادی
- حسن نورهانی
- هادی مشکوت‏
- حسین ملکی